# Одайпіль
Ода́йпіль — село в Україні, у Тетіївській міській громаді Білоцерківського району Київської області. Розташоване за 23 км на схід від міста Тетіїв. Населення становить 222 особи (станом на 1 липня 2021 р.).

## Історія
У XIX столітті Одайпіль був приселком (в російських документах — «деревней»). Одайпіль та П'ятигори історично об'єднувалися в одну Свято-Успенську парафію, осередок якої перебував у містечку П'ятигорах. Оскільки парафія була єдиною, то спільною була і церковнопарафіяльна школа. Вона з'явилася у П'ятигорах в 1860 р. стараннями настоятеля п'ятигірської Успенської церкви священика о. Олександра Миколайовича Пленецького — представника стародавньої місцевої династії, який служив у містечковій церкві рівно 30 років — з 1831 по 1861 роки.
У Одайполі в 1878 р. було споруджено Покровську церкву. Вона з часом мала утворити окрему парафію. Миряни даного села в дореволюційну епоху так і не наважилися здійснити цей намір, але оскільки певні заходи вживалися, то логічним кроком в даному напрямку стало заснування наприкінці XIX ст. окремої парафіяльної школи грамоти — нижчого типу церковнопарафіяльних навчальних закладів. Нею завідував п'ятигірський священик, проте викладали наймані світські вчителі. У 1915 р. в школі Одайполя навчалося 42 хлопчики та 25 дівчаток.
Згідно з невідомим джерелом, на початку ХХ ст.: "Отдайполь (владельческое). В нем дворов 114, жителей обоего пола 606 человек, из них мужчин 294 и женщин 312. В деревне числится земли 1638 десятин, из них принадлежит: помещикам 1190 десятин и крестьянам 448 десятины. Деревня принадлежит наследникам Ивана Генриховича Липковского. Хозяйство в имении ведет арендатор дворянин Осип Францевич Запольский. Хозяйство ведется по трехпольной системе."
Згідно з «Весь Юго-Западный Край.1913» село належало Чечелю Юзефу Генриховичу: «В деревне имеются: 1 православная школа, 1 школа грамоты, 2 ветряные мельницы и 2 кузницы».
З 1917 — у складі УНР. З 1921 під радянською владою. Під час Голодомору 1932—1933 років, за свідченнями Євдокії Родіонівни Піскун (нар. 1914) та Ганни Степанівни Шугайло (1918—2009), масових поховань, як по інших селах району, нібито не було. Але в такий спосіб інформанти страхувалися від кримінальної відповідальності, яка існувала в СРСР за свідчення про голод і смерті, пов'язані з ним. З інших джерел відомо про 90 убитих голодом селян.
До 1923 року село Одайпіль належало до П'ятигірської волості Таращанського повіту Київської губернії. З 1923 по 1929 входило до складу П'ятигірського району Білоцерківського округу Київської губернії. До 10 серпня 1954 року село було центром Одайпільської сільської ради Ставищенського району. 10 серпня 1954 року об'єднано Одайпільську та Олександрівську сільські ради — в Олександрівську сільраду з центром у селі Олександрівка. 13 серпня 1960 р. видано рішення виконавчого комітету Київської обласної ради депутатів трудящих №633 "Про передачу села Одайпіль Олександрівської сільської ради Ставищенського району в підпорядкування П’ятигірській сільській раді Тетіївського району".

### Сучасність
Всього 4 вулиці: Руслана Кащука (46 будинків), Гагаріна (27), Набережна (10), Польова (23) та 2 провулки: Миру (14) та Перемоги (16). В селі наявні медпункт, магазин, клуб, працює бібліотека, біля клубу — невелике футбольне поле. Школа і дитячий садок відсутні (найближчі розташовані в с. П'ятигори).
Стоїть на річці Кулішівка, яка бере початок на північний-захід від села Тихий Хутір. Річка тече переважно на захід через Одайпіль і впадає в річку Молочну (притока р. Рось) в околицях села П'ятигори.
Село газифіковано, вулиці заасфальтовані, є централізоване водопостачання з артезіанської свердловини.

## Населення

### Мова
Розподіл населення за рідною мовою за даними перепису 2001 року:
| Мова       | Відсоток |
| ---------- | -------- |
| українська | 98,79%   |
| румунська  | 0,91%    |

## Голодомор 1932-1933 рр.
Згадки про село в Національній Книзі Пам'яті
сторінка 1050:
"В районному архіві ніяких документів про голод на Тетіївщині не збереглось. Лише записи про смерть жителів сіл Стадниця (тоді Ставищанського району) та Одайполе (тоді Оратівського району) збереглися в державному архіві Київської області."
сторінка 1061:
"с. Одайполе Засноване у XVIII ст. Серед населених пунктів району найменше постраждало від голоду 1932-1933 рр. На той час село було небагаточисельним і найвіддаленішим від райцентру. Репресивні заходи до селян не застосовувались, «комуністичний актив» села був поблажливим і смертність у селі була невисокою. У державному архіві Київської області збереглись книги запису актів про смерть, де за 1932 рік записано 12 померлих мешканців села Одайполе. Причиною смерті вказані хвороба або старість. Однак з розповідей старожилів села біда прийшла взимку 1933 року, а масова смертність була навесні та влітку того ж року. Називається приблизна кількість померлих – 90-120 чол.
Хрест пам'яті жертв Голодомору 1932-1933 рр., встановлений у 1998 році на сільському кладовищі."

## Одайпільчани, що полягли на фронтах Другої світової війни 1939—1945 р
- АНДРІЙЧУК М. А.
- БАРАНІВСЬКИЙ В. В.
- БАРАНІВСЬКИЙ Г. Ф.
- БАРАНОВ О. А.
- БОРІВСЬКИЙ В. С.
- БОРЩІВСЬКИЙ Є. С.
- БОРЩІВСЬКИЙ О. О.
- ВАКАЛЮК М. С.
- ГАВРИЛЮК М. М.
- ДАНІШЕВСЬКИЙ С. Т.
- ДЯЧЕНКО І. Г.
- ДЯЧУК К. Є.
- ЗАГОРОДНІЙ Н. К.
- ЗАЄЦЬ О. А.
- КОНЬОВСЬКИЙ С. С.
- КОХНО В. М.
- ЛИМАРСЬКИЙ Ф. Є.
- ЛИЧАК Ф. П.
- МАЗУРОК Г. Н.
- МАЗУРОК О. Н.
- МАКСИМЕНКО Г. Й.
- МАКСИМЕНКО Ф. В.
- МОТУЗ Д. С.
- МУСІЄНКО А. Я.
- ПЕТРАЧЕНКО Р. Д.
- ПИСАРЕЦЬ Н. К.
- ПІСНИЙ І. М.
- ПОГАНЕНКО Т. А.
- ПОНОЧОВНИЙ Г. Й.
- РАТУШНИЙ А. М.
- РОКША С. П.
- РУДЮК І. П.
- РУДЮК Н. П.
- СКИБІЦЬКИЙ Т. М.
- СКОРОБРЕХ К. С.
- СКОРОБРЕХ С. С.
- СОЛОВЕЙ М. Д.
- СТЕПАНЮК М. Т.
- СУТКОВИЙ Д. О.
- СУТКОВИЙ І. Й.
- ТАРАН В. М.
- ХУТОРЯНСЬКИЙ Ф. І.
- ЧОРНИЙ А. П.
- ШАПОВАЛ М. С.
- ШЕВЧУК М. А.
- ШЕВЧУК М. І.
- ШЕВЧУК П. А.
- ШУЛЯК А. М.
- ЩЕРБАТЮК А. П.
- ЩЕРБАТЮК М. К.
- ЩЕРБАТЮК Т. К.
- ЩУР А. К.
- ЩУР В. С.
- ЩУР І. В.
- ЯЩУК Л. Л.

## Галерея

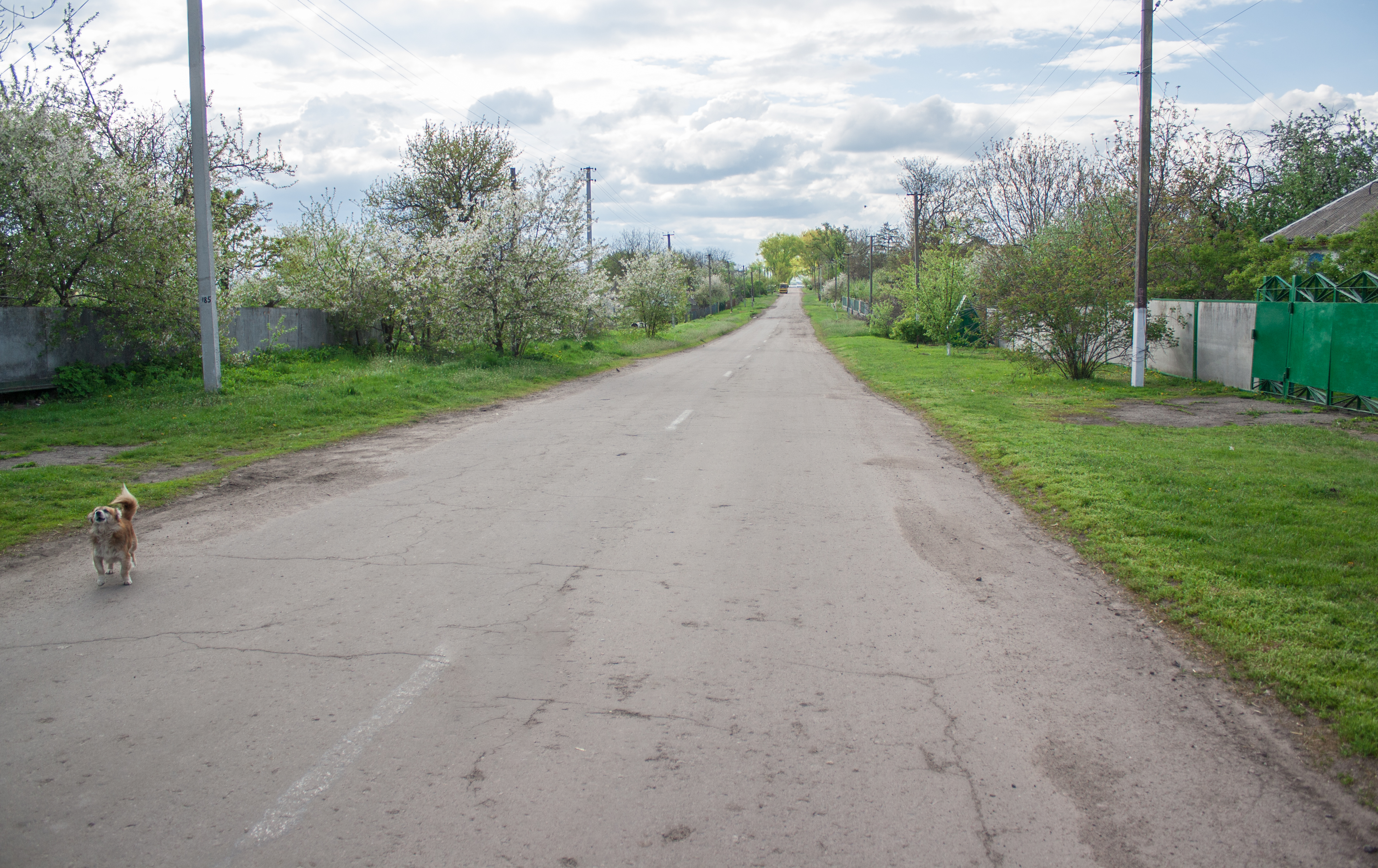
Вулиця Гагаріна
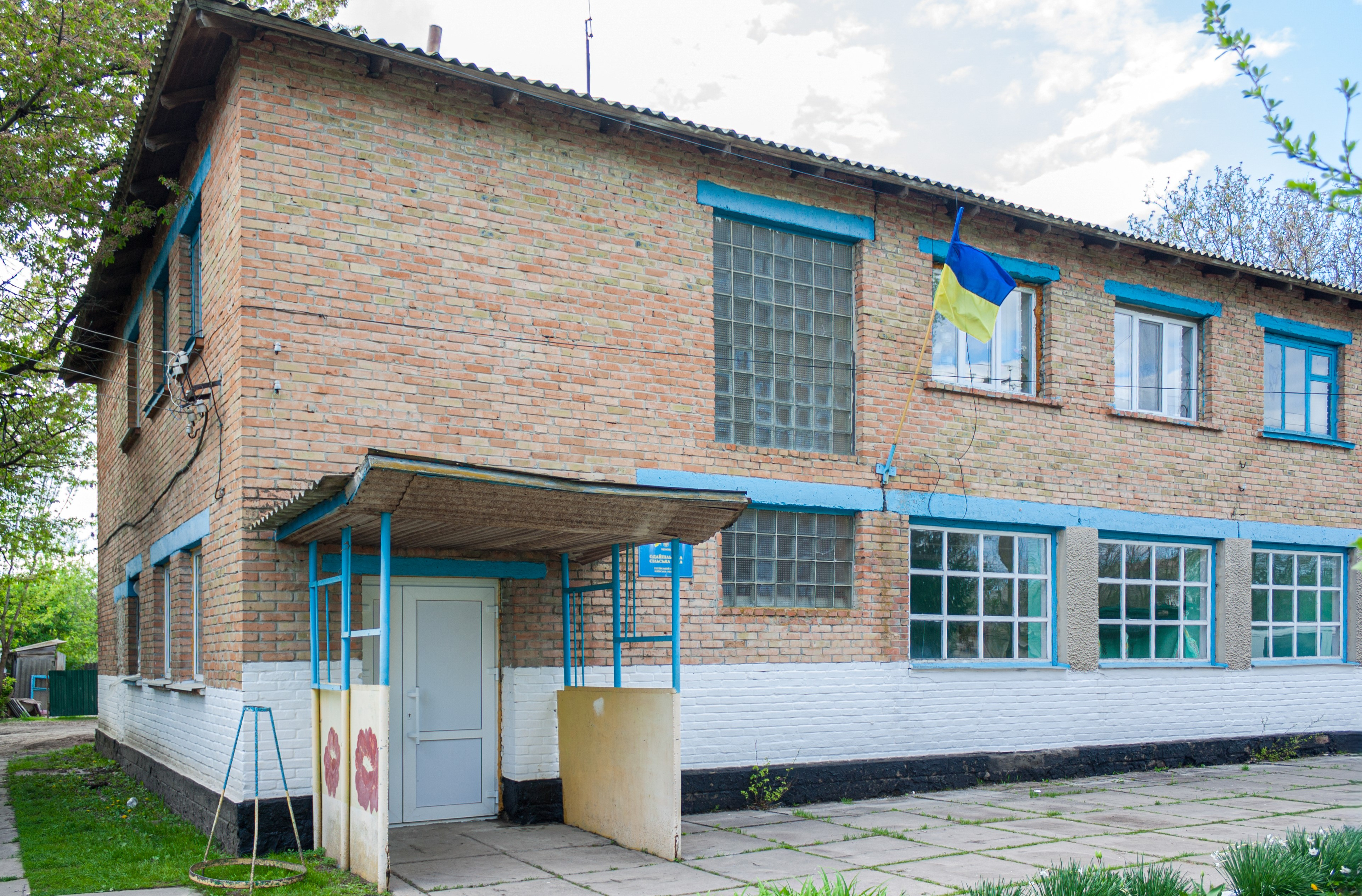
Сільрада
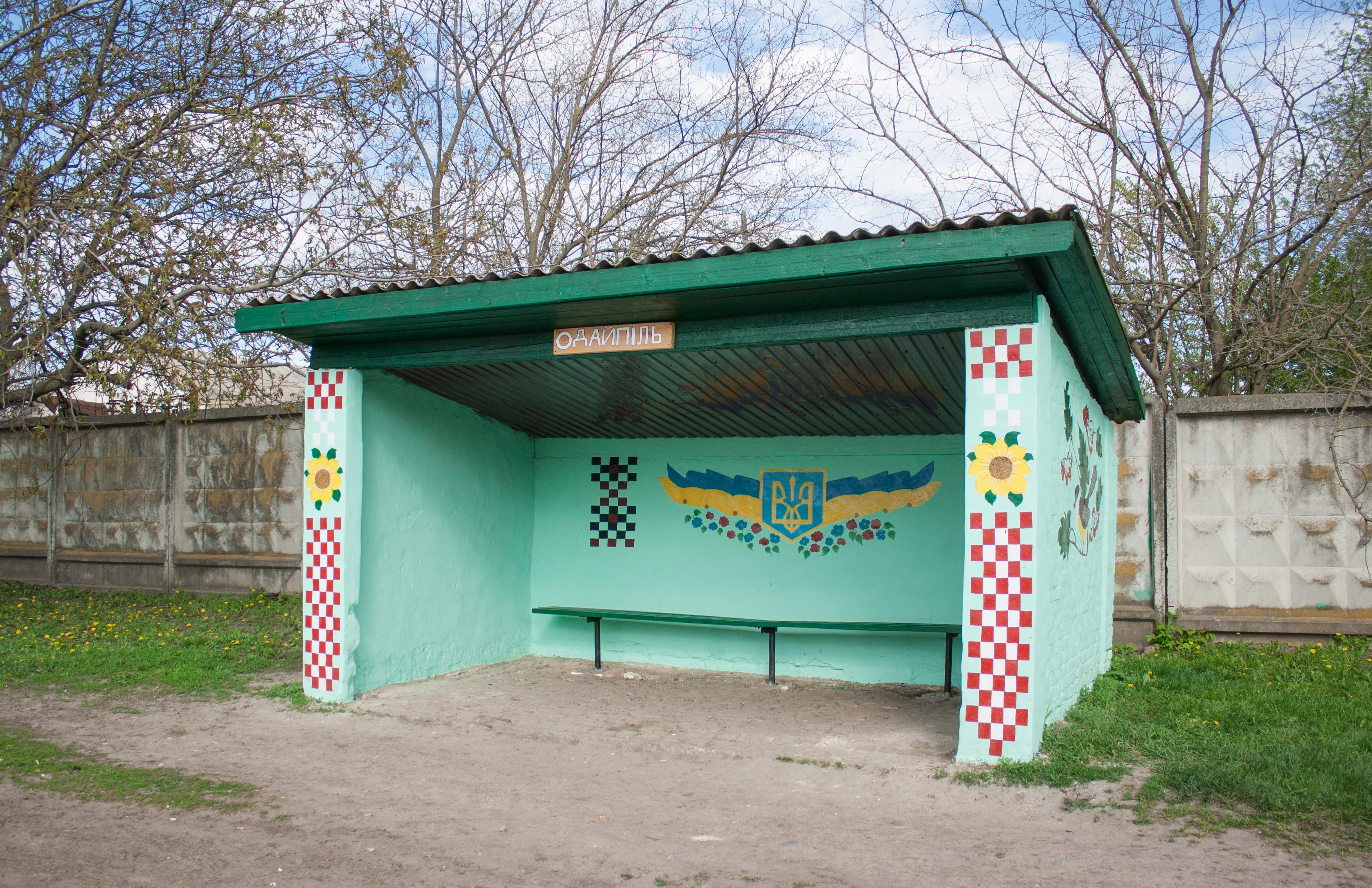
Автобусна зупинка
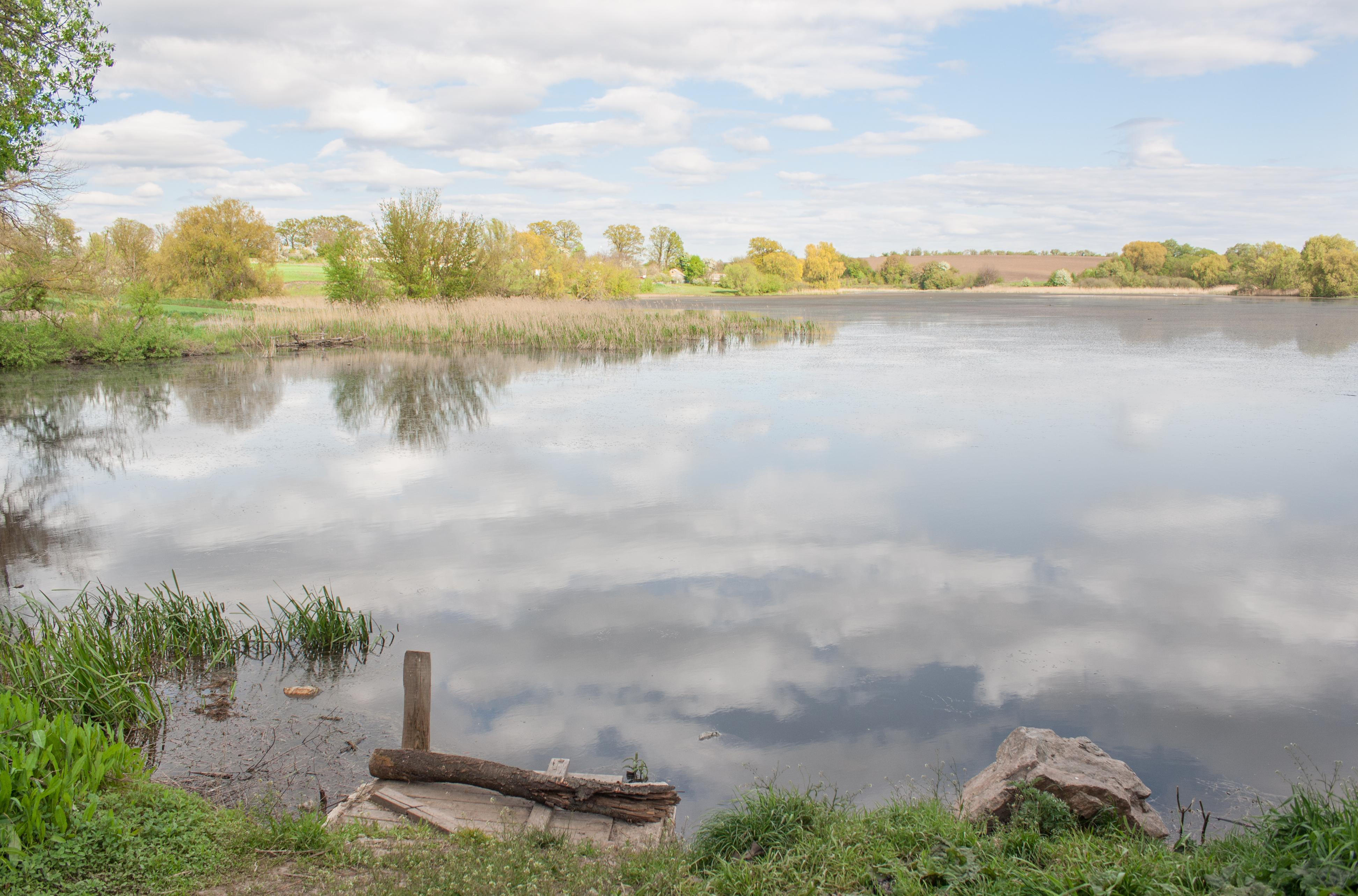
Ставок
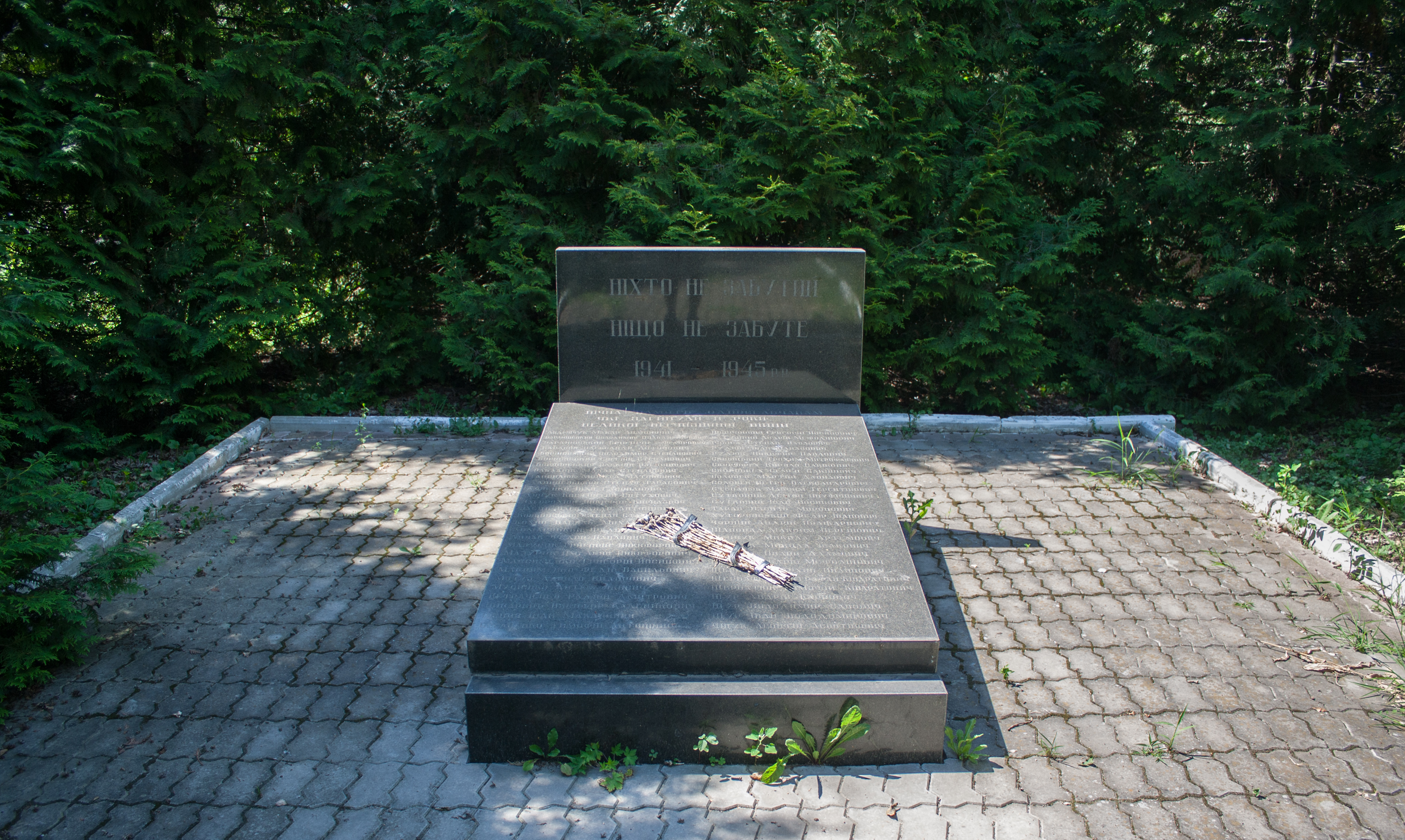
Пам'ятник воїнам-односельцям
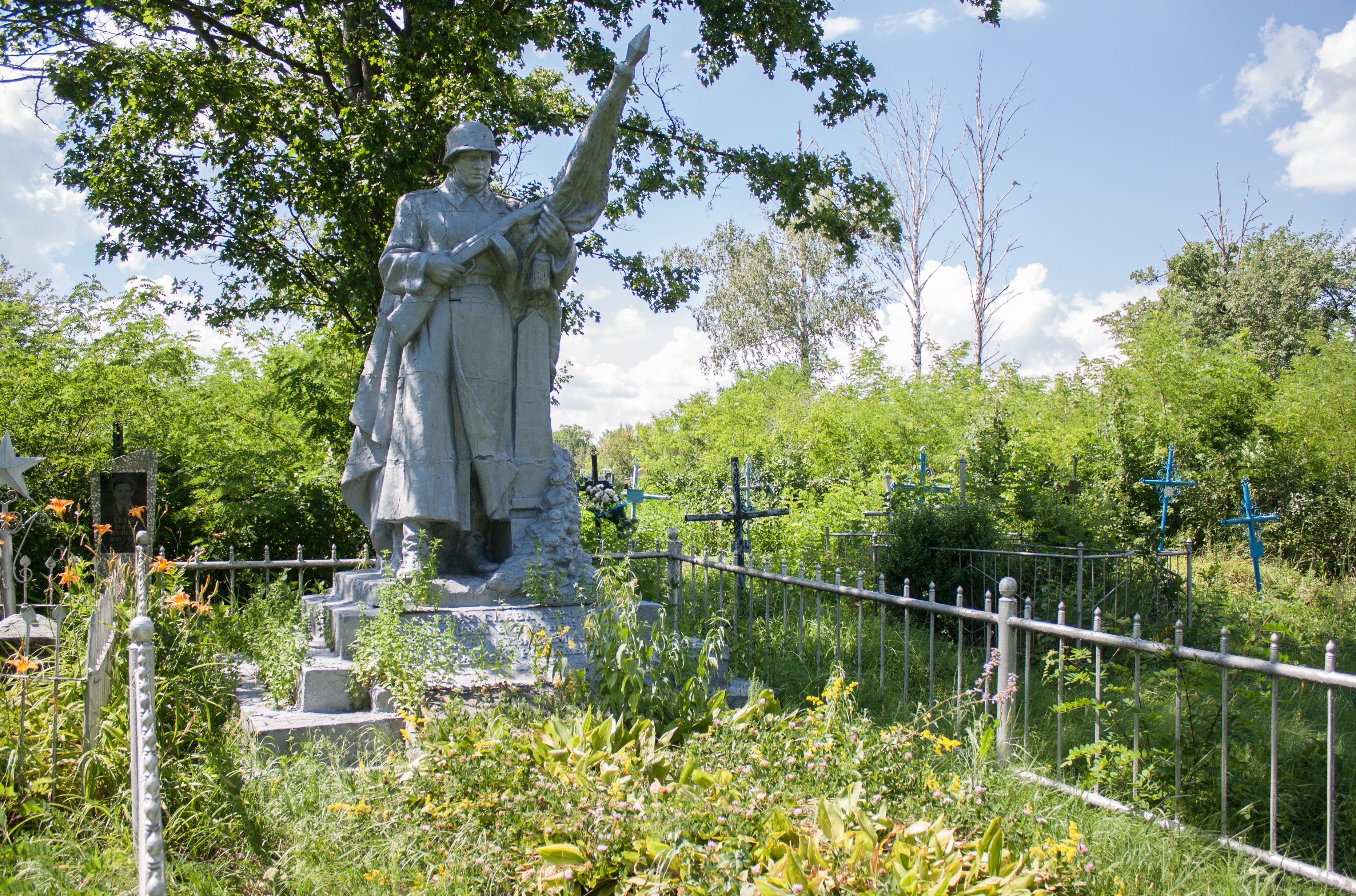
Братська могила радянських воїнів